# Гранье-Блан, Этьен Марселен
Этьен Марселен Гранье-Блан (фр. Étienne Marcellin Granier-Blanc, в монашестве — брат Сеннен (фр. Frère Sennen); 13 июля 1861 года — 16 января 1937 года) — французский ботаник.

## Биография
Этьен Марселен Гранье-Блан родился в 1861 году.
Он внёс значительный вклад в ботанику, описав множество видов растений.
Этьен Марселен Гранье-Блан умер в 1937 году.

## Научная деятельность
Этьен Марселен Гранье-Блан специализировался на папоротниковидных и семенных растениях.

## Избранные публикации
- 1910 — Une nouvelle fougère pour l'Europe. Ed. Impr. de Monnoyer.
- 1929 — La flore du Tibidabo. Monde des Plantes, mayo de 1928-abril de 1929. Imprimerie moderne, M. Ch. Duffour ed. (Agen).
- 1931 — La flore du Tibidabo. Treballs del Museu de Ciències Naturals de Barcelona: XV. Barcelona.
- 1931 — Campagne botanique au Maroc. Ed. Impr. de Brulliard.
- 1935 — Plantes d’Espagne. Barcelona, 1906—1935, cerca de 10.000 etiquetas.
- 1914 — Plantes d'Espagne: Notes et dianoses des Années 1912 et 1913. — 4ª Nota. / por el Hno. Sennen. Bull. Géogr. Bot. 24(295-296-297): 220—250[3].